# Salsola cryptoptera
Salsola cryptoptera är en amarantväxtart som beskrevs av Paul Aellen. Salsola cryptoptera ingår i släktet sodaörter, och familjen amarantväxter. Inga underarter finns listade i Catalogue of Life.